# Rudolf Krätschmer
Rudolf Krätschmer (* 7. Mai 1945; † 12. Juni 2024) war ein deutscher Fußballtorhüter.

## Karriere
Er war Torhüter bei Borussia Mönchengladbach von 1964 bis 1966. Dabei bestritt er in der Saison 1964/65 zwei Regionalligaspiele und 1965/66 sechs Bundesligaspiele für die Borussia. Zudem kam er in der zweitklassigen Regionalliga Südwest auf 67 Spiele für den TuS Neuendorf und in der West-Liga auf 41 Spiele für den Wuppertaler SV.